# Latinoamericando Expo
Il Latinoamericando Expo è stato una manifestazione musical-culturale che si è svolta dal 1991 al 2014 annualmente, dal mese di giugno e per la durata di oltre due mesi, nella città di Milano. Ha rappresentato una delle manifestazioni culturali più importanti d'Europa.
Nasce nel 1991 da un'idea di Juan Jose Fabiani (7 marzo 1961 – 18 aprile 2011) e sua moglie Franca De Gasperi (6 dicembre 1962), con l'intento di divulgare e promuovere la cultura latinoamericana in Italia.

## L'Expo
Realizzato durante il periodo estivo, attualmente nella località di Milano presso l'area Parking del Forum di Assago (sede milanese della manifestazione) dal 1997.
In 22 anni di storia passarono sul palco dell'Expo la maggior parte dei nomi celebri della canzone latina come: Celia Cruz, José Feliciano, Jorge Ben Jor, Inti-Illimani, Papa Winnie, Mercedes Sosa, Sérgio Mendes, Toquinho, Anthony Santos, Pitbull, Marc Anthony, Gilberto Gil, Enrique Iglesias, Gloria Estefan, Ana Carolina, Los Lobos, Zacarias Ferreyra, Don Omar, Ivete Sangalo, Terra Samba, Gal Costa, Carlinhos Brown, Los Van Van, Ney Matogrosso, Cidade Negra, Irakere e tanti altri.

## Storia
Nel 1985 Franca e Juna José ( Pepe ) decidono di trasferirsi in Italia dove cominciano attivamente a lavorare presso associazioni umanitarie internazionali e uffici diplomatici.
Nel 1989 viene realizzata per l'ultima volta la Fiera Campionaria di Milano lasciando un vuoto per gli espositori commerciali internazionali; da questo nasce l'idea di Juan Jose Fabiani di proporre una manifestazione che non avesse solo contenuti ludici per cui sin dall'inizio, il festival, oltre alla musica e ai concerti è connotato da una forte impronta culturale.
Il Primo Festival fu allestito al Castello Sforzesco di Milano - in piazza del Cannone- in un'area di circa 2.000m², svolgendosi a partire dal 1º giugno 1991, raggiungendo un'affluenza di pubblico di circa 38 000 visitatori. L'inaugurazione vide la presenza del sindaco di Milano, Paolo Pillitteri, e degli ambasciatori dei paesi coinvolti presso il Castello Sforzesco. 1992: la seconda edizione si tiene ancora in piazza del Cannone a Milano, ma dura di più, dal 25 giugno al 5 luglio, coprendo un'area di 3 000 m² raggiungendo una presenza di pubblico di circa 62 000 visitatori .
1993 a causa dei forti flussi migratori, per la crescita della comunità latinoamericana a Milano e nel resto d'Italia. Muta così il profilo del visitatore-tipo di Latinoamericando, che nelle prime due edizioni era prettamente "Italiano"; Questo storico cambiamento spinge il Comune di Milano a spostare il festival in una nuova sede: Piazza Axum, nelle adiacenze dello Stadio Giuseppe Meazza.
La Quarta edizione del Festival si realizza in tre località: dal 24 giugno al 10 luglio a Milano allo Stadio Giuseppe Meazza con oltre 110 000 presenze; dal 25 luglio al 15 agosto a Verbania (Lago Maggiore) raggiungendo le 80 000 presenze; e dal 1º settembre al 18 settembre a Cervia (RA) con un'affluenza di oltre 60 000 visitatori.
La Quinta edizione del Festival si svolge in 3 località e in superfici di circa 25.000m² a Milano (davanti al Centro Commerciale Bonola), dal 15 giugno al 2 luglio superando le 130 000 presenze; a Viareggio dal 13 luglio al 30 luglio, contando oltre 110 000 presenze ed a Jesolo ( Ve) dal 18 agosto al 3 settembre con oltre 60 000 presenze; raggiungendo un record di presenze di oltre 300 000 visitatori durante l'estate 1995. La quinta edizione è caratterizzata da una marcata diffusione degli aspetti più caratteristici del continente, con speciale attenzione al settore culturale e turistico ed all'ambientazione dell'area, ricreando a tal proposito un "Villaggio" Sudamericano .

## Evoluzioni dell'Expo
- 1991 dal 1º al 9 giugno: Festival Latino Americano / Castello Sforzesco Milano: Prima edizione.
- 1992 dal 25 giugno al 5 luglio : Festival Latino Americano.
- 1993 dal 2 al 18 luglio Stadio Giuseppe Meazza, dal 30 luglio al 15 agosto Arona (Piazzale Aldo Moro)
- 1994 dal 24 giugno al 10 luglio Stadio Giuseppe Meazza (Piazza Axum)-Milano.
- 1995 dal 15 giugno al 2 luglio Bonola, Milano, dal 13 al 30 luglio Viareggio (Viale Europa- Zona Porto), dal 18 agosto al 3 settembre Jesolo (Via Roma Destra): Nova sedi di Bonola a Milano.
- 1996 dal 14 giugno al 7 luglio Bonola, Milano, dal 18 luglio al 4 agosto Viareggio (Viale Europa- Zona Porto), dal 14 agosto al 1º settembre Jesolo (Via Roma Destra): Nova sedi di Bonola a Milano.
- 1997 dal 12 giugno al 6 luglio di fronte al Forum di Assago, dal 17 luglio al 3 agosto Viareggio viale Europa (Zona Porto), dal 14 al 31 agosto Verona Piazzale Stadio.
- 1998 dal 18 giugno al 12 luglio Milano di fronte al Forum di Assago, dal 23 luglio al 9 agosto Viareggio viale Europa (Zona Porto), dal 20 agosto al 6 settembre
- 1999 dal 17 giugno al 25 luglio Milano Forum di Assago, dal 19 agosto al 5 settembre Verona (Piazzale Stadio)
- 2000 dal 22 giugno al 30 luglio Milano Forum di Assago, dal 17 agosto al 10 settembre Verona (Piazzale Stadio)
- 2001 dal 21 giugno al 19 luglio Milano Forum di Assago, dal 16 agosto al 9 settembre Verona (Piazzale Stadio)
- 2002 dal 20 giugno all'11 agosto Milano Forum di Assago
- 2003 dal 19 giugno al 10 agosto Milano Forum di Assago, dal 21 agosto al 14 settembre Verona (Piazzale Stadio)
- 2004 dal 17 giugno all'8 agosto Milano Forum di Assago
- 2005 dal 15 giugno al 15 agosto Milano Forum di Assago
- 2006 dal 15 giugno al 15 agosto Milano Forum di Assago
- 2007 dal 21 giugno al 26 agosto Milano Forum di Assago
- 2008 dal 18 giugno al 18 agosto Milano Forum di Assago
- 2009 dal 17 giugno al 17 agosto Milano Forum di Assago
- 2010 dal 16 giugno al 16 agosto Milano Forum di Assago
- 2011 dal 15 giugno al 15 agosto Milano Forum di Assago
- 2012 dal 21 giugno al 27 agosto Milano Forum di Assago
- 2013 Milano
- 2014 Milano

## Programma Spettacoli
Elenco degli artisti che si esibirono al Latinoamericando Expo sul palco centrale.
Presentazione: Claudio Colombo

### Piazza del Cannone Castello Sforzesco 1991
| Festival Latinoamericano (Sabato 1º giugno 1991) |
| --- |
| Cerimonia di inaugurazione con la partecipazione artistica del Coro Hispano Americano di Milano Direzione: Maestro Marco Dusi |
| L'arte della Capoeira Direzione: Luiz de Oliveira |
| Gruppo Viento De Los Andes |
| Gruppo Quillanjunt'a |
| Gruppo Perù-Inka |
| Associazione culturale Etnos presenta: Poesie Latino Americane poesie lette da:Ornella Arena (Italiano) Danilo Fernandez (castellano) |
| Serata dedicata al Perù Gruppo Alturas Josue Castillo y Mahoko Danze folcloristiche “El Tunante”direzione Luis Beltran Gruppo Donne Internazionale presenta: “Marinera Norteña” Orchestra “Sarava”Salsa, cumbia, merengue, cha - cha - cha |

| Festival Latinoamericano (Domenica 2 giugno 1991) |
| --- |
| Gruppo Quillajunt'a |
| Gruppo Perù-Inka |
| Gruppo Viento De Los Andes |
| Serata dedicata a Latino America: Gruppo “Tren Azul” Gruppo “Voces de America Latina” Poesie recitate da: Norma del Vecchio (Argentina) Compagnia di Danza Di Tre presenta:Batsc Nu Balaiu Gagabiro Musiche: Joau Bosco, Luis Gonzaga, Rildo Hora e Milto Nascimento Coreografia: Eugenio De Mello Interpreti: Eugenio De Mello, Regina Marques, Russo + Gruppo Donne Internazionale presenta: Danze Folcloristiche del Salvador Orchestra “Sarava” Salsa, cumbia, merengue, cha - cha - cha |

| Festival Latinoamericano(Lunedì 3 giugno 1991 ) |
| --- |
| L'arte della Capoeira Direzione: Luiz de Oliveira |
| Gruppo Quillajunt'a |
| Gruppo Viento De Los Andes |
| L'Arte della Capoeira Direzione: Luiz de Oliveira |
| Serata dedicata al Brasile: Coro Canti Sospesi Direzione: Martinho Luthero Heidir/Ouro Puro (scola do Samba) Rosa Emilia e Gruppo “Ultra Leve” Gruppo Donne Internazionale presenta:Danze Folcloristiche dell'Uruguay |

| Festival Latinoamericano (Martedì 4 giugno 1991) |
| --- |
| Gruppo “Viento De Los Andes” |
| Gruppo “Quillajunt'a” |
| Associazione Culturale Etnos presenta:“Poesie Latino Americane poesie lette da: Ornella Arena (italiano) Danilo Fernandez (castellano) Accompagnamento Musicale: Sergio Malcagni |
| Gruppo “Perù-Inka” |
| Serata dedicata al Perù: Gruppo Alturas Josue Castillo y Mahoko Danze folcloristiche “El Tunante” Direzione Luis Beltran Gruppo Donne Internazionale presenta:“Marinera Norteña” |

### Programma Spettacoli Milano 1995
| Data                     | Artisti                                                                        | Paesi di Origine |
| ------------------------ | ------------------------------------------------------------------------------ | ---------------- |
| Giovedì 15 giugno 1995   | Ballet Andino Santa Lucia (Folclore delle Ande)                                | Ecuador          |
| Venerdì 16 giugno 1995   | New York Band (Orquestra di musica Latina)                                     | Stati Uniti      |
| Sabato 17 giugno 1995    | Yemaja (Tutti ritmi del Sudamerica)                                            | Italia           |
| Domenica 18 giugno 1995  | Toquinho (in esclusiva ed anteprima mondiale)                                  | Brasile          |
| Lunedì 19 giugno 1995    | Orquesta de la Luz (Band giapponese)                                           | Giappone         |
| Martedì 20 giugno 1995   | Ballet Folklorico Messico Titlàn                                               | Messico          |
| Mercoledì 21 giugno 1995 | Brazil Ipanema Show (Carnevale Brasiliano)                                     | Brasile          |
| Giovedì 22 giugno 1995   | Alana Tropical Show (repertorio melodico al ritmo latino-americano)            | Argentina        |
| Venerdì 23 giugno 1995   | Jim Porto (Concerto a ritmo di Afroxé)                                         | Brasile          |
| Sabato 24 giugno 1995    | Chirimia (Cumbia, Salsa e Merengue)                                            | Colombia         |
| Domenica 25 giugno 1995  | Latin Combo (Fiesta Latina)                                                    | Cuba             |
| Lunedì 26 giugno 1995    | Gilberto Gil                                                                   | Brasile          |
| Martedì 27 giugno 1995   | Los Farias (Rumba e ritmi Latinoamericani)                                     | Cuba             |
| Mercoledì 28 giugno 1995 | Ballet de Arte Folklorico (Tango delle Pampas argentine)                       | Argentina        |
| Giovedì 29 giugno 1995   | Las Chicas del Can (Orchestra di sole donne, tra le migliori di Santo Domingo) | Rep. Dominicana  |
| Venerdì 30 giugno 1995   | Totó la Momposina                                                              | Colombia         |
| Sabato 1º luglio 1995    | Caribe (Noche Caraibica, ritmi cubano e latino)                                | Bahamas          |
| Domenica 2 luglio 1995   | Los Reyes de Gipsy Kings (La Rumba flamenca in concerto esclusivo)             | Francia          |

### Programma Spettacoli Milano 1997
| Data                     | Artisti                                | Paesi di Origine |
| ------------------------ | -------------------------------------- | ---------------- |
| Giovedì 12 giugno 1997   | Chirimia e il balletto Un solo pueblo  |                  |
| Venerdì 13 giugno 1997   | J.J. Band                              |                  |
| Sabato 14 giugno 1997    | Tawa                                   |                  |
| Domenica 15 giugno 1997  | Charanga Habanera                      | Cuba             |
| Lunedì 16 giugno 1997    | Balletto Santa Lucia                   |                  |
| Martedì 17 giugno 1997   | Brazilian love affair                  | Brasile          |
| Mercoledì 18 giugno 1997 |                                        |                  |
| Giovedì 19 giugno 1997   |                                        |                  |
| Venerdì 20 giugno 1997   |                                        |                  |
| Sabato 21 giugno 1997    |                                        |                  |
| Domenica 22 giugno 1997  | Gilberto Gil                           | Brasile          |
| Lunedì 23 giugno 1997    |                                        |                  |
| Martedì 24 giugno 1997   |                                        |                  |
| Mercoledì 25 giugno 1997 | Celia Cruz e José Alberto "El canario" | Cuba             |
| Giovedì 26 giugno 1997   |                                        |                  |
| Venerdì 27 giugno 1997   |                                        |                  |
| Sabato 28 giugno 1997    |                                        |                  |
| Domenica 29 giugno 1997  | Havana Mambo                           | Cuba             |
| Lunedì 30 giugno 1997    |                                        |                  |
| Martedì 1º luglio 1997   |                                        |                  |
| Mercoledì 2 luglio 1997  | Daniela Mercury                        | Brasile          |
| Giovedì 3 luglio 1997    |                                        |                  |
| Venerdì 4 luglio 1997    |                                        |                  |
| Sabato 5 luglio 1997     | Salserin                               | Venezuela        |
| Domenica 6 luglio 1997   | Djavan                                 | Brasile          |